# Кубок Калгари
Ку́бок Ка́лгари — хоккейный турнир проходивший с 26 декабря 1986 года по 3 января 1987 года в Калгари (Альберта, Канада). Соревнование проходило в рамках предолимпийской недели при подготовке к зимним Олимпийским играм 1988 года. Участвовали национальные хоккейные сборные Канады, СССР, США и Чехословакии. Все матчи проходили в Олимпик Сэдлдоуме.
Турнир выиграла сборная Чехословакии, победившая сборную СССР со счётом 3:2 в финальной игре. Сборная Канады, составленная из игроков Американской (AHL) и Интернациональной (IHL) хоккейных лиг, проиграла все матчи предварительного этапа, но в поединке за третье место обыграла сборную США. Легендарный советский вратарь Владислав Третьяк был почётным председателем турнира.

## Турнир
Кубок Калгари был организован как одно из нескольких «предварительных мероприятий» к зимним Олимпийским играм 1988 года, которые должны были состояться в Калгари через тринадцать месяцев после этого турнира. В соревновании участвовали национальные сборные Канады, США, СССР и Чехословакии, как доминирующие международные хоккейные державы того времени. Формат соревнований представлял собой однокруговой турнир, после которого две лучшие команды встречаются в игре за золотую медаль, а две оставшиеся разыгрывают бронзу. Также предполагалось, что турнир поможет канадской и американской командам подготовиться к европейскому стилю игры.
Турнир открылся 27 декабря 1986 года, когда хозяева — канадцы — встретились с США. Американская команда, которая сформировалась всего за 36 часов до игры, провела только одну полную тренировку перед матчем. Тем не менее они шокировали канадцев, выиграв со счетом 5:3 благодаря двум голам Бретта Халла. Разочарованный результатом своей команды, канадский тренер Дэйв Кинг заявил: «Мы оказались в невыгодном положении. Теперь нам нужно выйти и обыграть чехов и русских. Это было бы здорово».
Во второй игре сборная СССР победила чехословацкую со счетом 4:0 благодаря «игре на ноль» советского вратаря Евгения Белошейкина. Вратарь заслужил сравнение с легендарным советским голкипером Владиславом Третьяком. К следующему матчу сборная ЧССР восстановилась и одержала победу над канадцами со счетом 6:3 в игре, в которой домашняя команда почувствовала себя намного лучше, чем после поражения от американцев.
Советская сборная разгромила американцев со счетом 10:1 в четвёртой игре, в которой голы забивали восемь разных советских игроков. Описывая поражение, американский тренер Крейг Патрик сказал, что «Советы сделали американцев похожими на клоунов. Иногда вы можете выглядеть довольно глупо». Затем сборная СССР победила Канаду со счетом 4:1 в канун Нового года в игре, которая была решена в третьем периоде. Соотношение бросков составило 45—19 в пользу СССР.
В последней игре кругового турнира американцы потерпели очередной разгром, на этот раз от сборной ЧССР — со счётом 11:2 благодаря хет-трику Иржи Грдины. В результате чехословацкая сборная вышла на матч против Советского Союза за золотую медаль, а канадцы встретились с американцами в матче за бронзу.

## Результаты матчей
| 27 декабря 1986 19:00 | Канада | 3–5 ( 1–1 , 2–3 , 0–1 ) | США | Олимпик Сэдлдоум Зрителей: 13 175 |

| Отчёт | Отчёт | Отчёт | Отчёт | Отчёт |
| --- | ----- | --- | ----- | ----- |
| |       | |       |       |
| |       | |       |       |
| |       | |       |       |
| First period Роннинг 2:33 (ES) Second period Феликс 0:19 (PP) Нуиндайк 6:09 (PP) Third period No scoring |       | First period Халл 4:44 (ES) Second period Халл 7:04 (ES) Джонсон 8:28 (ES) Миддендорф 17:22 (ES) Third period Микелетти 17:21 (ES) |       |       |
| |       | |       |       |
| |       | |       |       |
| |       | |       |       |
| |       | |       |       |
| |       | |       |       |

| 28 декабря 1986 19:00 | Чехословакия | 0–4 ( 0–2 , 0–1 , 0–1 ) | СССР | Олимпик Сэдлдоум Зрителей: 9996 |

| Отчёт                                                                    | Отчёт | Отчёт | Отчёт | Отчёт |
| ------------------------------------------------------------------------ | ----- | --- | ----- | ----- |
|                                                                          |       | |       |       |
|                                                                          |       | |       |       |
|                                                                          |       | |       |       |
| First period No scoring Second period No scoring Third period No scoring |       | First period Фетисов 3:17 (PP) Хомутов 7:35 (ES) Second period Варнаков 16:49 (ES) Third period Хмылёв 2:44 (ES) |       |       |
|                                                                          |       | |       |       |
|                                                                          |       | |       |       |
|                                                                          |       | |       |       |
|                                                                          |       | |       |       |
|                                                                          |       | |       |       |

| 30 декабря 1986 19:00 | Чехословакия | 6–3 ( 3–1 , 1–1 , 2–1 ) | Канада | Олимпик Сэдлдоум Зрителей: 13 240 |

| Отчёт | Отчёт | Отчёт                                                                                          | Отчёт | Отчёт |
| --- | ----- | ---------------------------------------------------------------------------------------------- | ----- | ----- |
| |       |                                                                                                |       |       |
| |       |                                                                                                |       |       |
| |       |                                                                                                |       |       |
| First period Влк 9:51 (ES) Чайка 12:27 (ES) Черны 18:58 (ES) Second period Черны 5:16 (ES) Third period Волек 13:00 (ES) Волек 19:57 (EN) |       | First period Шервен 10:31 (ES) Second period Берри 19:41 (ES) Third period Нуиндайк 14:50 (ES) |       |       |
| |       |                                                                                                |       |       |
| |       |                                                                                                |       |       |
| |       |                                                                                                |       |       |
| |       |                                                                                                |       |       |
| |       |                                                                                                |       |       |

| 30 декабря 1986 19:00 | СССР | 10–1 ( 3–0 , 5–1 , 2–0 ) | США | Олимпик Сэдлдоум Зрителей: 10 777 |

| Отчёт | Отчёт | Отчёт                                                                        | Отчёт | Отчёт |
| --- | ----- | ---------------------------------------------------------------------------- | ----- | ----- |
| |       |                                                                              |       |       |
| |       |                                                                              |       |       |
| |       |                                                                              |       |       |
| First period Хмылёв 7:30 (ES) Каменский 10:20 (PP) Крутов 12:58 Second period Светлов 1:43 Пряхин 2:54 (ES) Хмылёв 6:24 (PP) Макаров 7:35 (PP) Фетисов 17:24 (PP) Third period Каменский 8:51 (ES) Хомутов 16:07 (ES) |       | First period No scoring Second period Мерш 5:37 (SH) Third period No scoring |       |       |
| |       |                                                                              |       |       |
| |       |                                                                              |       |       |
| |       |                                                                              |       |       |
| |       |                                                                              |       |       |
| |       |                                                                              |       |       |

| 31 декабря 1986 19:00 | СССР | 4–1 ( 1–0 , 0–1 , 3–0 ) | Канада | Олимпик Сэдлдоум Зрителей: 13 240 |

| Отчёт | Отчёт | Отчёт                                                                             | Отчёт | Отчёт |
| --- | ----- | --------------------------------------------------------------------------------- | ----- | ----- |
| |       |                                                                                   |       |       |
| |       |                                                                                   |       |       |
| |       |                                                                                   |       |       |
| First period Каменский 16:46 (ES) Second period No scoring Third period Макаров 4:11 (ES) Семёнов 8:16 (ES) Ларионов 19:48 (EN) |       | First period No scoring Second period Вилгрейн 10:51 (ES) Third period No scoring |       |       |
| |       |                                                                                   |       |       |
| |       |                                                                                   |       |       |
| |       |                                                                                   |       |       |
| |       |                                                                                   |       |       |
| |       |                                                                                   |       |       |

| 1 января 1987 11:30 | США | 2–11 ( 1–4 , 0–5 , 1–2 ) | Чехословакия | Олимпик Сэдлдоум Зрителей: 11 988 |

| Отчёт                                                                                 | Отчёт | Отчёт | Отчёт | Отчёт |
| ------------------------------------------------------------------------------------- | ----- | --- | ----- | ----- |
|                                                                                       |       | |       |       |
|                                                                                       |       | |       |       |
|                                                                                       |       | |       |       |
| First period Варгас 18:16 (ES) Second period No scoring Third period Варгас 4:15 (ES) |       | First period Грдина 5:46 (PP) Долежал 12:24 (ES) Ставьяна 17:04 (ES) Волек 19:15 (ES) Second period Грдина 1:06 (ES) Долана 3:02 (ES) Влк 15:40 (ES) Шейба 16:25 (ES) Волек 17:13 (ES) Third period Пашек 15:14 (ES) Грдина 19:47 (ES) |       |       |
|                                                                                       |       | |       |       |
|                                                                                       |       | |       |       |
|                                                                                       |       | |       |       |
|                                                                                       |       | |       |       |
|                                                                                       |       | |       |       |

### Предварительный турнир
| Команда      | И | В | П | Очки | Шайбы |
| ------------ | - | - | - | ---- | ----- |
| СССР         | 3 | 3 | 0 | 6    | 18—2  |
| Чехословакия | 3 | 2 | 1 | 4    | 17—9  |
| США          | 3 | 1 | 2 | 2    | 8—24  |
| Канада       | 3 | 0 | 3 | 0    | 7—15  |

### Матч за третье место
| 2 января 1987 19:00 | Канада | 6–1 ( 1–0 , 3–1 , 2–0 ) | США | Олимпик Сэдлдоум Зрителей: 12 519 |

| Отчёт | Отчёт | Отчёт                                                                             | Отчёт | Отчёт |
| --- | ----- | --------------------------------------------------------------------------------- | ----- | ----- |
| |       |                                                                                   |       |       |
| |       |                                                                                   |       |       |
| |       |                                                                                   |       |       |
| First period Роннинг 14:27 (PP) Second period Залапски 1:48 (PP) Стайлз 7:36 (ES) Шрейбер 8:19 (SH) Third period Хабшейд 8:29 (ES) Хабшейд 16:16 (ES) |       | First period No scoring Second period Таркотти 15:26 (ES) Third period No scoring |       |       |
| |       |                                                                                   |       |       |
| |       |                                                                                   |       |       |
| |       |                                                                                   |       |       |
| |       |                                                                                   |       |       |
| |       |                                                                                   |       |       |

### Финальный матч
| 3 января 1987 19:00 | Чехословакия | 3–2 ( 2–0 , 1–0 , 0–2 ) | СССР | Олимпик Сэдлдоум Зрителей: 16 343 |

| Отчёт                                                                                                 | Отчёт | Отчёт                                                                                          | Отчёт | Отчёт |
| --- | ----- | ---------------------------------------------------------------------------------------------- | ----- | ----- |
| |       |                                                                                                |       |       |
| |       |                                                                                                |       |       |
| |       |                                                                                                |       |       |
| First period Черны 3:04 (ES) Ружичка 8:16 (PP) Second period Пашек 10:24 (PP) Third period No scoring |       | First period No scoring Second period No scoring Third period Светлов 14:18 Хомутов 19:36 (ES) |       |       |
| |       |                                                                                                |       |       |
| |       |                                                                                                |       |       |
| |       |                                                                                                |       |       |
| |       |                                                                                                |       |       |
| |       |                                                                                                |       |       |

## Индивидуальные награды
Лучшие игроки по амплуа:
- Вратарь:  Евгений Белошейкин
- Защитник:  Ярослав Бенак
- Нападающий:  Иржи Грдина